# Função racional
Em matemática, uma função racional é qualquer função que pode ser expressa como uma razão (quociente) de polinômios, i.e. uma fração algébrica. Para uma simples variável {\displaystyle x}, uma típica função racional é, portanto:
{\displaystyle f(x)={\frac {P(x)}{Q(x)}}}

Gráfico de 1/x, um exemplo de função racional.

As funções racionais são classificadas em próprias, se o grau do polinômio do numerador for inferior ao grau do polinômio do denominador, e impróprias, se o grau do numerador for maior ou igual ao grau do denominador.
- Exemplos de funções racionais próprias:

{\displaystyle \left({\frac {4s-1}{s^{2}+s-2}}\right)}
{\displaystyle \left({\frac {5x-7}{3x^{3}+2x-5}}\right)}
- Exemplos de funções racionais impróprias:

{\displaystyle \left({\frac {2y^{3}-3y}{y^{2}-5y+6}}\right)}
{\displaystyle \left({\frac {3s^{2}+4s-1}{s^{2}+s-2}}\right)}

## Assíntotas

### Assíntotas verticais
O gráfico da função racional {\displaystyle f(x)={\frac {P(x)}{Q(x)}}} terá uma assíntota vertical em {\displaystyle x=a} se algum dos limites {\displaystyle \lim _{x\to a^{\pm }}f(x)=\pm \infty } se verifica. Tal função {\displaystyle f(x)} pode ter múltiplas assíntotas verticais na forma {\displaystyle x=a} para todos os valores de {\displaystyle a} que validem {\displaystyle Q(x)=0} e não sejam descontinuidades removíveis (descontinuidade em um ponto apenas).

### Assíntota horizontal
O gráfico da função racional {\displaystyle f(x)={\frac {P(x)}{Q(x)}}} terá uma assíntota horizontal em {\displaystyle y=b} se algum dos limites {\displaystyle \lim _{x\to \pm \infty }f(x)=b} se verifica.
Seja {\displaystyle m} o grau do polinômio {\displaystyle P(x)} e {\displaystyle n} o grau do polinômio {\displaystyle Q(x)}, podemos ter três situações:
- {\displaystyle f(x)} terá uma assíntota horizontal em {\displaystyle y=b} se {\displaystyle m=n}.
- {\displaystyle f(x)} terá uma assíntota horizontal em {\displaystyle y=0} se {\displaystyle m<n}.
- {\displaystyle f(x)} não terá uma assíntota horizontal se {\displaystyle m>n}.